# Kungspapegojor
Kungspapegojor (Alisterus) är ett litet släkte med fåglar i familjen östpapegojor inom ordningen papegojfåglar som återfinns från Moluckerna till Nya Guinea och östra Australien.
Släktet kungspapegojor omfattar tre arter:
- Australisk kungspapegoja (A. scapularis)
- Moluckkungspapegoja (A. amboinensis)
- Grönvingad kungspapegoja (A. chloropterus)